# Estrella de la humanitat
L'estrella de la humanitat (en anglès Humanity Star) és un satèl·lit artificial passiu, format per una esfera geodèsica d'un metre de diàmetre. Va ser llençat en una òrbita polar en un coet Electron de l'empresa Rocket Lab. Segons l'empresa, vol que sigui un "simbol brillant per recordar a tothom de la Terra sobre el nostre fràgil lloc a l'univers". Ha generat força controvèrsia dins la comunicat d'astrònoms. La seva brillantor s'ha estimat en magnitud aparent de 7.0 durant condicions de bones visibilitat.

## Llançament i òrbita
L'estrella de la humanitat es va llençar el 21 de gener de 2018 a les 01:43 UTC des del "Rocket Lab Launch Complex 1", a Península Māhia a Nova Zelanda.
Orbita la terra cada 92 minuts en una òrbita polar d'aproximadament 290 per 520 km d'altitud. S'espera que decaigui després d'uns nous mesos i es cremarà completament a l'atmosfera.

## Visibilitat
Gràcies a la seva superfície molt brillant, Rocket Lab afirma que podrà ser vista a ull nu des de la superfície de la Terra. La seva magnitud aparent s'ha estimat en 7.0 quan està mig il·luminat i es veu des d'una distància de 1.000 kilòmetres, i la seva magnitud màxima serà de 1.6.
Se suposa que el satèl·lit serà visible al cel durant la sortida i la posta de sol. La seva òrbita es pot seguir a la pàgina web Heavens-Above i a la pàgina web del satèl·lit.

## Crítiques
Els astrònoms han criticat el fet de posar en òrbita un objecte d'aquesta mena, ja que pot interferir amb observacions astronòmiques. S'ha descrit com un acte de vandalisme al cel nocturn, un grafit espacial, un "estratègia publicitària" o "brossa espacial brillant".